# Вишневе (округ Ревуца)
Вишне́ве (Вишньове, словац. Višňové) — село, громада в окрузі Ревуца, Банськобистрицький край, Словаччина. Висота над рівнем моря — 252 м, діапазон висоти від 250 до 380 м. Населення — 70 осіб (за оцінкою на 31 грудня 2017 р.).
Вперше згадується 1296 року.
У 1938—1945 рр. належало Угорщині.

## Географія
У західній частині території громади росте дубовий ліс.

## Транспорт
Автошляхи 2832, 2834 (Cesty III. tredy).

## Населення
| Рік:            | 1994. | 2004.   | 2014.   | 2024.   |
| --------------- | ----- | ------- | ------- | ------- |
| Кількість осіб: | 56    | 59      | 64      | 61      |
| Різниця:        |       | +5,35 % | +8,47 % | -4,68 % |

| Рік:            | 2023. | 2024.   |
| --------------- | ----- | ------- |
| Кількість осіб: | 60    | 61      |
| Різниця:        |       | +1,66 % |